# Борщенко, Виктория Алексеевна
Викто́рия Алексе́евна Борщенко (укр. Вікторія Олексіївна Борщенко, род. 5 января 1986 года, Херсон, Украинская ССР) — украинская гандболистка, мастер спорта, игрок сборной Украины по гандболу и гандбольного клуба «Бенфика».

## Карьера
Начала заниматься гандболом в 9 лет в детско-юношеской спортивной школе Херсона, куда её привел отец. Первый наставник — Юрий Васильевич Сдвижко.
С 2002 года начала профессиональную карьеру в составе команды «Днепрянка». Затем, с 2003 года, семь сезонов посвятила игре за «Галичанку». За эти года были завоеваны неоднократные серебро и бронза чемпионата Украины. В 2009 году перешла в криворожский «Смарт», где становится чемпионкой Украины. Сезон 2010/11 начала играть в команде «Педуниверситет-Днепрянка», но уже в середине года переехала в Россию по приглашению тренера В. Рябых в «Динамо-Волгоград», в котором провела два с половиной сезона и стала трёхкратной чемпионкой России. После волжского клуба остаётся в России, но с 2013 года и по настоящий момент выступает за «Ростов-Дон». В составе этой команды принимает участие в Лиге чемпионов. В сезоне 2015—2016 доходят до стадии 1/4 этого турнира. В 2018 году достигают Финала четырех Лиги, где занимают четвертое место (Вика забросила пять мячей и показала отличную игру). Так же с «Ростовом» трижды завоевывает титул Чемпион России, три раза становится обладателем Кубка России и Супер Кубка России, а в 2017 г. почетного европейского трофея Кубок ЕГФ.
С 2005 года Викторию привлекают в сборную Украины по гандболу и с 2013 года года она становится её капитаном.
Начинала свою карьеру Вика на позиции центрального (разыгрывающего) игрока, затем становится левым крайним. В дальнейшем успешно выступает в любом из этих амплуа и в национальной сборной своей страны и в клубных командах. Впервые признана лучшим игроком в составе сборной Украины в матче против сборной Парагвая с 14 голами в дебютном для себя чемпионате мира. На отборочном турнире мирового первенства в декабре 2018 года, выступая за свою страну, Вика забивает 21 гол, что позволяет ей стать лучшим снайпером за всю историю официальных игр сборной Украины по гандболу и на ее счету 313 заброшенных мячей.
В течение всей своей карьеры неоднократно получала призы лучшего бомбардира и лучшего игрока матча в различных турнирах, в составе разных команд. Выступает под номерами 7, 77, 70, 88, 99.

## Личная жизнь
Не замужем. Преданная болельщица футбольного клуба «Ливерпуль». Получила образование в магистратуре педагогического факультета Львовского государственного института физической культуры.
Очень любит кошек, в особенности своего питомца по кличке Марсель.

## Достижения
- Серебряный призёр чемпионата Украины 2005, 2007, 2008
- Бронзовый призёр чемпионата Украины 2004 ,2006, 2009
- Чемпион Украины 2010
- Бронзовый призёр чемпионата России 2014
- Серебряный призёр чемпионата России 2016, 2021
- Чемпион России 2011, 2012, 2013, 2015, 2017, 2018, 2019, 2020
- Обладатель Кубка России 2015, 2016, 2017, 2018, 2019, 2020, 2021
- Обладатель Суперкубка России 2015, 2016, 2017, 2018, 2019, 2020
- Финалист Кубка ЕГФ 2015
- Обладатель Кубка ЕГФ 2017
- Участница Финала четырех Лиги чемпионов 2018
- Серебряный призер Лиги Чемпионов 2019
- Чемпион Португалии 2022
- Обладатель Кубка Португалии 2022

## Примечание
1. ↑  Приказ № 524 от 23.02.2004 Министерство Украины по делам семьи, молодежи и спорта